# Destination (GIRL NEXT DOORのアルバム)
『Destination』（デスティネーション）は、日本の音楽ユニット・GIRL NEXT DOORが2011年4月27日にavex traxから発売した3枚目のオリジナルアルバムである。

## 内容
前作『NEXT FUTURE』から1年3か月ぶりのオリジナルアルバムにして、GIRL NEXT DOOR名義としての最後の作品。
当初は先行シングル「Silent Scream」との同時発売の予定だったが、前述のシングル作品のタイトル変更に伴い発売日が延期となった。
今作のコンセプトは「おもちゃ箱をひっくり返したような多様な楽曲」で、メンバーの「ライブで一緒に盛り上がれる曲を作りたい」という思いから制作された。また、共同編曲家は前作を担当していた渡辺徹に代わり水上裕規が務め、前作までは一部楽曲で生のストリングスやドラムスを取り入れていたが、今作では外部のスタジオ・ミュージシャンを迎えずメンバーだけでレコーディングされた。
ジャケットが異なるMUSIC VIDEO盤とLIVE VIDEO盤、通常盤と廉価版の初回生産限定盤の4形態で発売された。MUSIC VIDEO盤には既発シングルの表題曲のミュージック・ビデオとドキュメンタリー映像が収録したDVDが、LIVE VIDEO盤には2010年5月14日から6月18日に全国のライブハウスで敢行された、初のライブツアー『GIRL NEXT DOOR LIVE TOUR 2010 "FIRST COLLECTION"』から最終日の東京・恵比寿LIQUIDROOM公演の模様を収録したDVDが同梱された。また、通常盤には『SUPER EUROBEAT presents girl next door EUROBEAT NON-STOP REMIX』と題された前作収録曲をユーロビート調にリミックスしたCDが同梱された。
オリコンチャート初登場5位を獲得。3作連続でトップ5入りを果たした。

## 収録曲
| 全作曲: 鈴木大輔。 |                                    |                  |            |                           |      |
| #                  | タイトル                           | 作詞             | 作曲・編曲 | 編曲                      | 時間 |
| 1.                 | 「3rd contact」                    |                  | 鈴木大輔   | GIRL NEXT DOOR & 水上裕規 | 1:23 |
| 2.                 | 「Freedom」                        | 千紗 & Kenn Kato | 鈴木大輔   | GIRL NEXT DOOR & 水上裕規 | 4:40 |
| 3.                 | 「ユメのカタナ」                   | 千紗 & Kenn Kato | 鈴木大輔   | GIRL NEXT DOOR & 水上裕規 | 4:01 |
| 4.                 | 「風のカプセル」                   | 千紗 & Kenn Kato | 鈴木大輔   | GIRL NEXT DOOR & 水上裕規 | 4:02 |
| 5.                 | 「逢いたい夜」                     | 千紗 & Kenn Kato | 鈴木大輔   | GIRL NEXT DOOR & 水上裕規 | 4:00 |
| 6.                 | 「Winter breeze」                  | 千紗 & Kenn Kato | 鈴木大輔   | GIRL NEXT DOOR & 水上裕規 | 5:11 |
| 7.                 | 「忘れたいのに…」                  | 千紗 & Kenn Kato | 鈴木大輔   | GIRL NEXT DOOR & 水上裕規 | 5:32 |
| 8.                 | 「運命のしずく〜Destiny's star〜」 | 千紗 & Kenn Kato | 鈴木大輔   | GIRL NEXT DOOR & 水上裕規 | 5:00 |
| 9.                 | 「Impish music」                   |                  | 鈴木大輔   | GIRL NEXT DOOR            | 1:18 |
| 10.                | 「Ready to be a lady」             | 千紗 & Kenn Kato | 鈴木大輔   | GIRL NEXT DOOR & 水上裕規 | 5:12 |
| 11.                | 「はじまり」                       | 千紗 & Kenn Kato | 鈴木大輔   | GIRL NEXT DOOR & 水上裕規 | 4:10 |
| 12.                | 「Silent Scream」                  | 千紗 & Kenn Kato | 鈴木大輔   | GIRL NEXT DOOR & 水上裕規 | 4:02 |
| 13.                | 「ありがとう」                     | 千紗 & Kenn Kato | 鈴木大輔   | GIRL NEXT DOOR & 水上裕規 | 4:56 |
| 合計時間:          | 合計時間:                          | 合計時間:        | 合計時間:  | 53:27                     |      |

| 全作詞: 千紗 & Kenn Kato、全作曲: 鈴木大輔。 |                                            |                  |            |                                                                                |      |
| #                                            | タイトル                                   | 作詞             | 作曲・編曲 | リミックス                                                                     | 時間 |
| 1.                                           | 「MEGA MIX」                               | 千紗 & Kenn Kato | 鈴木大輔   |                                                                                | 1:56 |
| 2.                                           | 「Seeds of dream (BLOOMING REMIX)」        | 千紗 & Kenn Kato | 鈴木大輔   | マッテオ・リッツィ、モリス・カパルディ、シルヴィオ・モレッティ                 | 4:44 |
| 3.                                           | 「Be your wings (HI-NRG Attack Remix)」    | 千紗 & Kenn Kato | 鈴木大輔   | クラウディオ・アッカティーノ、フェデリーコ・リモンティ、ロベルト・フェスターリ | 5:28 |
| 4.                                           | 「Orion (Gold Remix)」                     | 千紗 & Kenn Kato | 鈴木大輔   | デイブ・ロジャース、フテューラ                                                 | 4:17 |
| 5.                                           | 「Winter Crystal (Euro Remix)」            | 千紗 & Kenn Kato | 鈴木大輔   | フテューラ、リキー・マジョ                                                     | 4:02 |
| 6.                                           | 「無防備な純愛 (Eurogrooves Remix)」       | 千紗 & Kenn Kato | 鈴木大輔   | ルーカ・デガーニ、セルジョ・ダッローラ                                         | 4:44 |
| 7.                                           | 「Tri△ngle (Eurogrooves Remix)」           | 千紗 & Kenn Kato | 鈴木大輔   | ルーカ・デガーニ、セルジョ・ダッローラ                                         | 4:22 |
| 8.                                           | 「恋の魔法 (HI-NRG Attack Remix)」         | 千紗 & Kenn Kato | 鈴木大輔   | クラウディオ・アッカティーノ、フェデリーコ・リモンティ、ロベルト・フェスターリ | 4:54 |
| 9.                                           | 「FRIENDSHIP (BE MY FRIEND Remix)」        | 千紗 & Kenn Kato | 鈴木大輔   | モリス・カパルディ、マッテオ・リッツィ                                         | 5:21 |
| 10.                                          | 「sa・ku・ra (Cherry Remix)」              | 千紗 & Kenn Kato | 鈴木大輔   | フテューラ                                                                     | 5:45 |
| 11.                                          | 「空へ (HI-NRG Attack Remix)」             | 千紗 & Kenn Kato | 鈴木大輔   | クラウディオ・アッカティーノ、フェデリーコ・リモンティ、ロベルト・フェスターリ | 5:33 |
| 12.                                          | 「Jump (MORRIS CAPALDI VERSUS GND Remix)」 | 千紗 & Kenn Kato | 鈴木大輔   | モリス・カパルディ、マッテオ・リッツィ                                         | 6:09 |
| 13.                                          | 「Infinity (EURODIMA Remix)」              | 千紗 & Kenn Kato | 鈴木大輔   | ダビデ・ディ・マルカントニオ                                                   | 5:54 |
| 合計時間:                                    | 合計時間:                                  | 合計時間:        | 63:09      |                                                                                |      |

### 解説
1. 3rd contact
インストゥルメンタル。
2. Freedom
8thシングルの表題曲。
3. ユメのカタナ
4. 風のカプセル
トリプルA面からなる、9thシングルの表題2曲目。
5. 逢いたい夜
6. Winter breeze
7. 忘れたいのに…
8. 運命のしずく〜Destiny's star〜
両A面からなる、10thシングルの表題1曲目。
9. Impish music
インストゥルメンタル。
10. Ready to be a lady
トリプルA面からなる、9thシングルの表題1曲目。
11. はじまり
12. Silent Scream
11thシングルの表題曲。
13. ありがとう
ライブで余韻の残る、感謝の気持ちを込めた歌を作りたいと思い、『GIRL NEXT DOOR LIVE TOUR 2010 "FIRST COLLECTION"』の後に制作された[8]。

## 収録映像曲
本編
1. Drive away
2. red ribbon ～運命の人～
3. 幸福の条件
4. 無防備な純愛
5. Orion
6. 情熱の代償
7. Breath
8. Freedom
9. Tri△ngle
10. Jump
11. Be your wings
12. FRIENDSHIP
13. Infinity

アンコール
1. サヨナラ
2. 偶然の確率

## 参加ミュージシャン
GIRL NEXT DOOR
- 千紗：Vocal
- 鈴木大輔：Keyboards
- 井上裕治：Guitar

Support Musician
- シルヴィオ・モレッティ：Guitar (DISC 2#9,12)

## タイアップ
- テレビ朝日系列日曜ナイトドラマ『女帝 薫子』主題歌 (#2)
- 讀賣テレビ放送主催スカイスポーツ競技会『Iwataniスペシャル 第33回鳥人間コンテスト選手権大会』公式テーマソング (#4)
- 松竹配給特撮映画『ウルトラマンゼロ THE MOVIE 超決戦!ベリアル銀河帝国』主題歌 (#8)
- 日本テレビ系列バラエティ番組『フットンダ』エンディングテーマ (#10)
- 日本テレビ系列バラエティ番組『ゲーマーズTV 夜遊び三姉妹 〜今夜も上上下下左右左右BA〜』エンディングテーマ (#12)
- 日本テレビ系列音楽バラエティ番組『ハッピーMusic』オープニングテーマ (#12)